# Збережуваність
Збере́жуваність — властивість об'єкта зберігати в заданих межах значення параметрів (безвідмовності, довговічності і ремонтопридатності), що характеризують здатність об'єкта виконувати потрібні функції, під час і після зберігання та (чи) транспортування.
У процесі зберігання і транспортування об'єкти зазнають несприятливих впливів, наприклад коливань температури, дії вологого повітря, вібрацій тощо. У результаті після зберігання та (або) транспортування об'єкт може виявитися в непрацездатному і навіть у граничному стані. Збережуваність об'єкта характеризується його здатністю протистояти негативному впливу умов і тривалості його зберігання і транспортування.

## Вимоги до збережуваності
Залежно від умов і режимів застосування об'єкта вимоги до збережуваності формулюють по-різному. Для деяких класів об'єктів може бути поставлена вимога, щоб після зберігання об'єкт знаходився в такому ж стані, що і до моменту початку зберігання. У цьому випадку об'єкт буде задовольняти вимогам безвідмовності, довговічності і ремонтопридатності, що ставляться перед об'єктом до моменту початку зберігання. У реальних умовах відбувається погіршення параметрів, що характеризують працездатність об'єкта, а також знижується його залишковий ресурс. В одних випадках досить вимагати, щоб після зберігання та (або) транспортування об'єкт залишався у працездатному стані. У більшості інших випадків потрібно, щоб об'єкт зберігав достатній запас працездатності, тобто характеризувався достатньою безвідмовністю після зберіганні та (або) транспортування. У тих випадках, коли передбачене спеціальне підготовляння об'єкта до застосування за призначенням після зберігання та (або) транспортування, вимога про збереження працездатності замінюється вимогою, щоб технічні параметри об'єкта, що визначають його безвідмовність і довговічність, перебували у заданих межах.
Вимоги до показників безвідмовності, довговічності і ремонтопридатності для об'єкта, після тривалого зберігання, повинні вказуватися в технічному завданні і в окремих випадках можуть бути знижені щодо рівня вимог на новий об'єкт, що не знаходився на зберіганні.
Слід розрізняти збережуваність об'єкта до введення в експлуатацію та збережуваність об'єкта в період експлуатації (при перервах у роботі). У другому випадку термін зберігання входить складовою частиною у термін служби.

## Забезпечення збережуваності
Збережуваність — одна із складових частин надійності; характеризується кількісними показниками, значення яких визначаються умовами зберігання і транспортування об'єкту, а також заходами, вжитими для захисту його від шкідливих впливів зовнішньої температури, вологості повітря, пилу, сонячної радіації, вібрацій, грибків тощо. Найефективніші методи підвищення збережуваності — консервація, використання спеціальних захисних покриттів і просочувальних речовин, профілактичне обслуговування об'єктів, що підлягають зберіганню.